# Lễ cưới của Vương nữ Madeleine và Christopher O'Neill

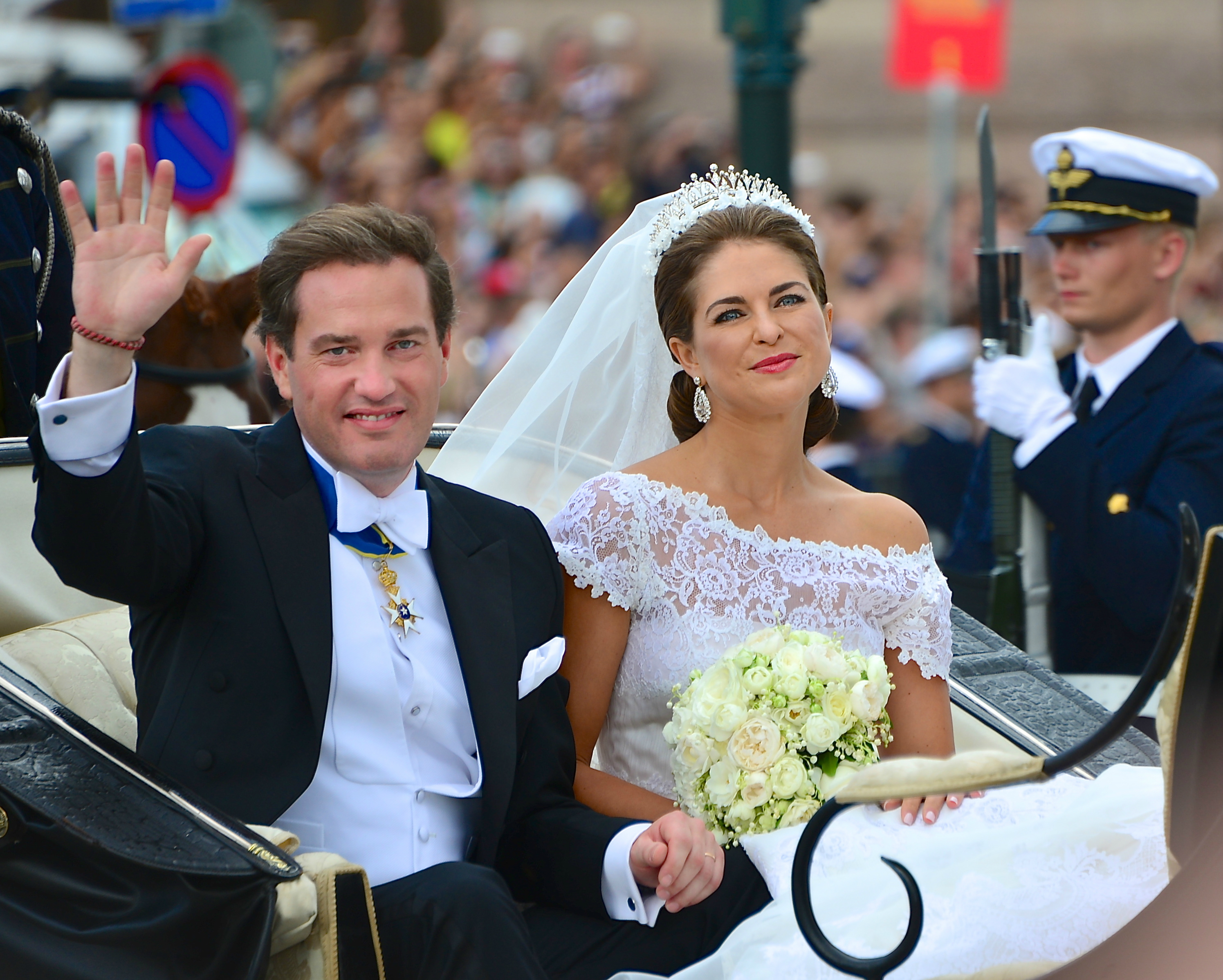
Vương nữ Madeleine và Christopher O'Neill

Lễ cưới của Vương nữ Madeleine, Nữ Công tước xứ Hälsingland và Gästrikland và doanh nhân người Mỹ gốc Anh Christopher O'Neill đã được tổ chức vào ngày 8 tháng 6 năm 2013 tại Stockholm, Thụy Điển.

## Tiểu sử
Vương nữ Madeleine là con gái út của Vua Carl XVI Gustaf và Silvia, Vương hậu Thụy Điển. Cô đứng thứ 4 trong danh sách kế vị ngai vàng của Vương thất Thụy Điển. Năm 2009, cô đính hôn với luật sư người Thụy Điển Jonas Bergström. Lễ cưới được ấn định sẽ tổ chức vào năm 2010, sau lễ cưới của Thái nữ Victoria và Daniel Westling vào tháng 6. Tuy nhiên, họ đã chia tay vào tháng 4 năm 2010. Sau đó, công chúa Madeleine chuyển đến sống ở thành phố New York, nơi cô gặp chuyên viên tài chính người Mỹ gốc Anh Christopher O'Neill. Họ lần đầu tiên công khai mối quan hệ vào tháng 1 năm 2011. Lễ đính hôn của họ được Vương thất Thụy Điển công bố vào ngày 25 tháng 10 năm 2012.

## Buổi lễ

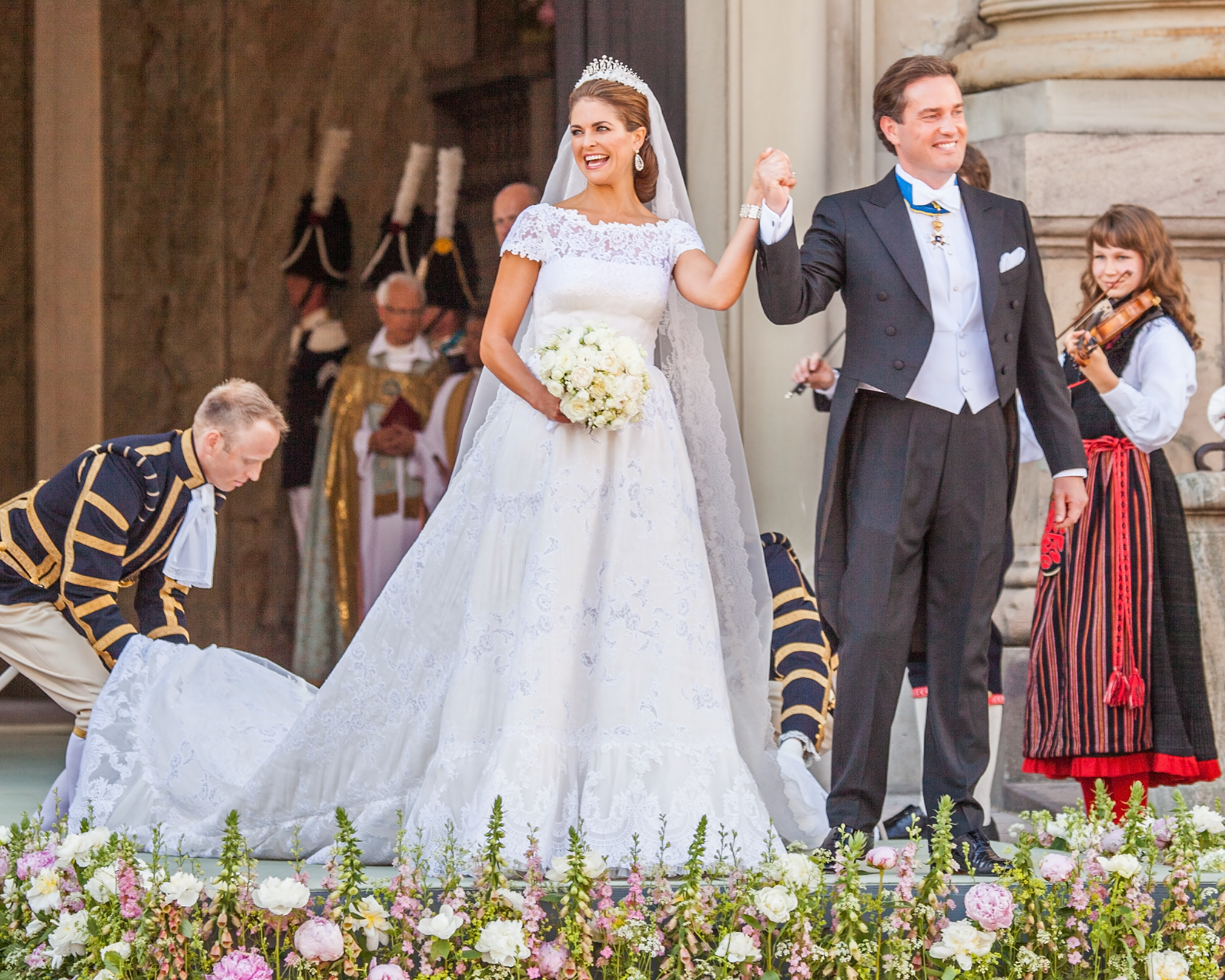
Công chúa Madeleine và Christopher O'Neill tiến vào Nhà thờ Hoàng gia

Lễ cưới được cử hành vào ngày 8 tháng 6 năm 2013 tại Nhà thờ Cung điện Hoàng gia ở Stockholm, Thụy Điển. Các đài STV, TV4 và TV4 News đã truyền hình trực tiếp các nghi thức của lễ cưới đến toàn bộ người dân Thụy Điển. Công chúa Madeleine xuất hiện với chiếc váy cưới trắng tinh khôi của nhà thiết kế thời trang hàng đầu người Ý Valentino.

## Tước hiệu và kế vị

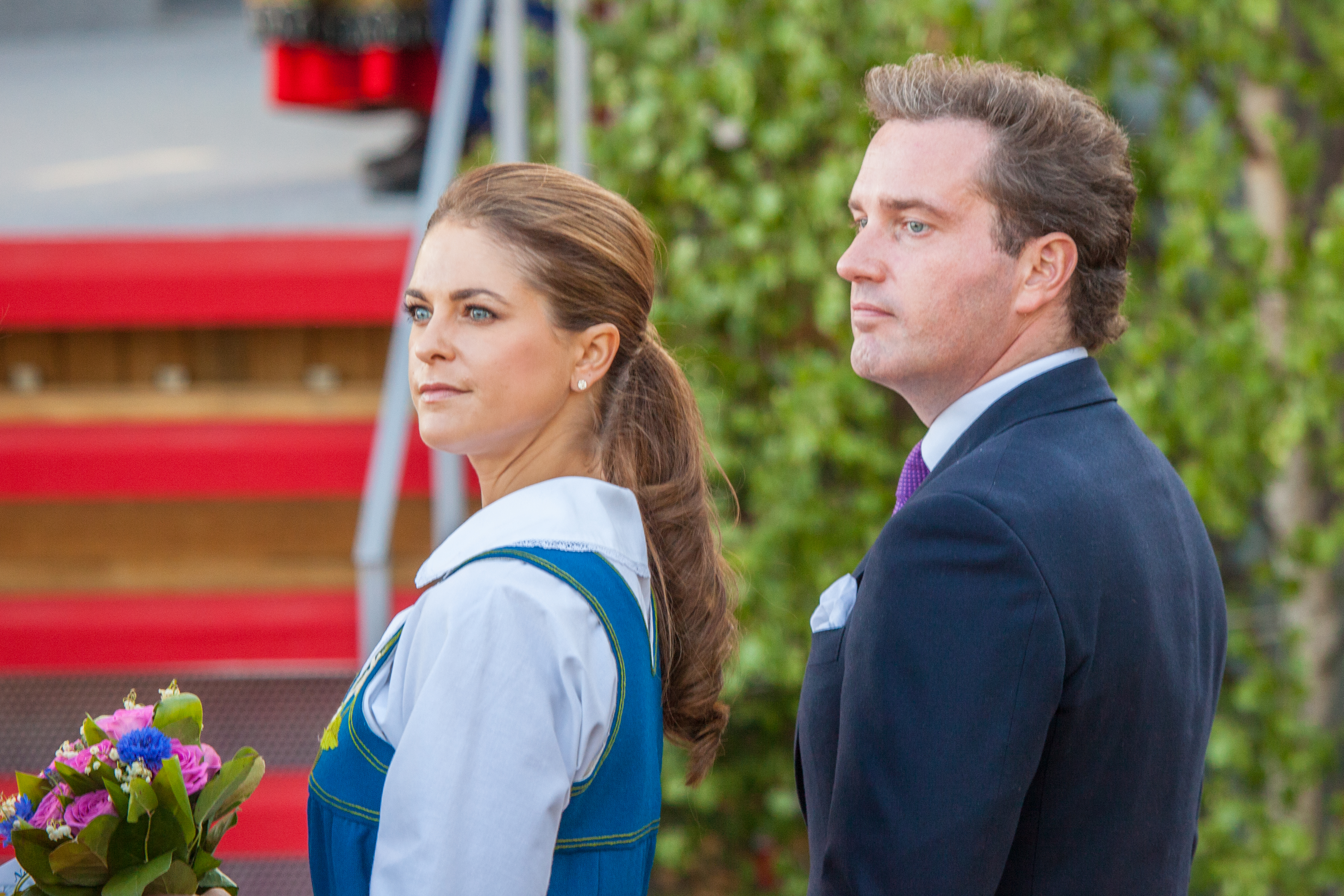
Cặp đôi tại ngày lễ Quốc khánh của Thụy Điển hai ngày trước lễ cưới

Madeleine sẽ không lấy theo họ O'Neill mà vẫn giữ nguyên tên (không có họ) và tước hiệu của mình là Royal Highness. Christopher O'Neill cũng không đổi họ của mình sang họ Bernadotte giống như người anh cột chèo là Vương thân Daniel Westling Bernadotte, phu quân của Victoria, Thái nữ của Thụy Điển.
Tháng 5 năm 2013, Vương thất Thụy Điển công bố rằng Christopher O'Neill đã đề nghị được từ bỏ tước hiệu vương gia, bởi vì thành viên của Vương thất Thụy Điển phải mang quốc tịch nước này và phải từ bỏ mọi công việc kinh doanh hiện thời. Do đó, Christopher sẽ không trở thành Vương thân của Thụy Điển hay Công tước xứ Hälsingland và Gästrikland.
Christopher là một tín đồ của Giáo hội Công giáo và cặp đôi dự định sẽ tiếp tục sống tại thành phố New York sau lễ cưới. Tuy nhiên, con cái của họ phải là tín đồ của Giáo hội Luther và được nuôi dạy tại Thụy Điển giống như mẹ thì mới có quyền được liệt kê vào danh sách kế vị ngai vàng của Vương gia Thụy Điển.

## Danh sách khách mời

### Nhà gái
- Đức vua Carl XVI Gustaf
- Vương hậu Silvia
  - Thái nữ Victoria
  - Vương thân Daniel
    - Vương tôn nữ Estelle

  - Vương tử Carl Philip
- Vương tôn nữ Birgitta

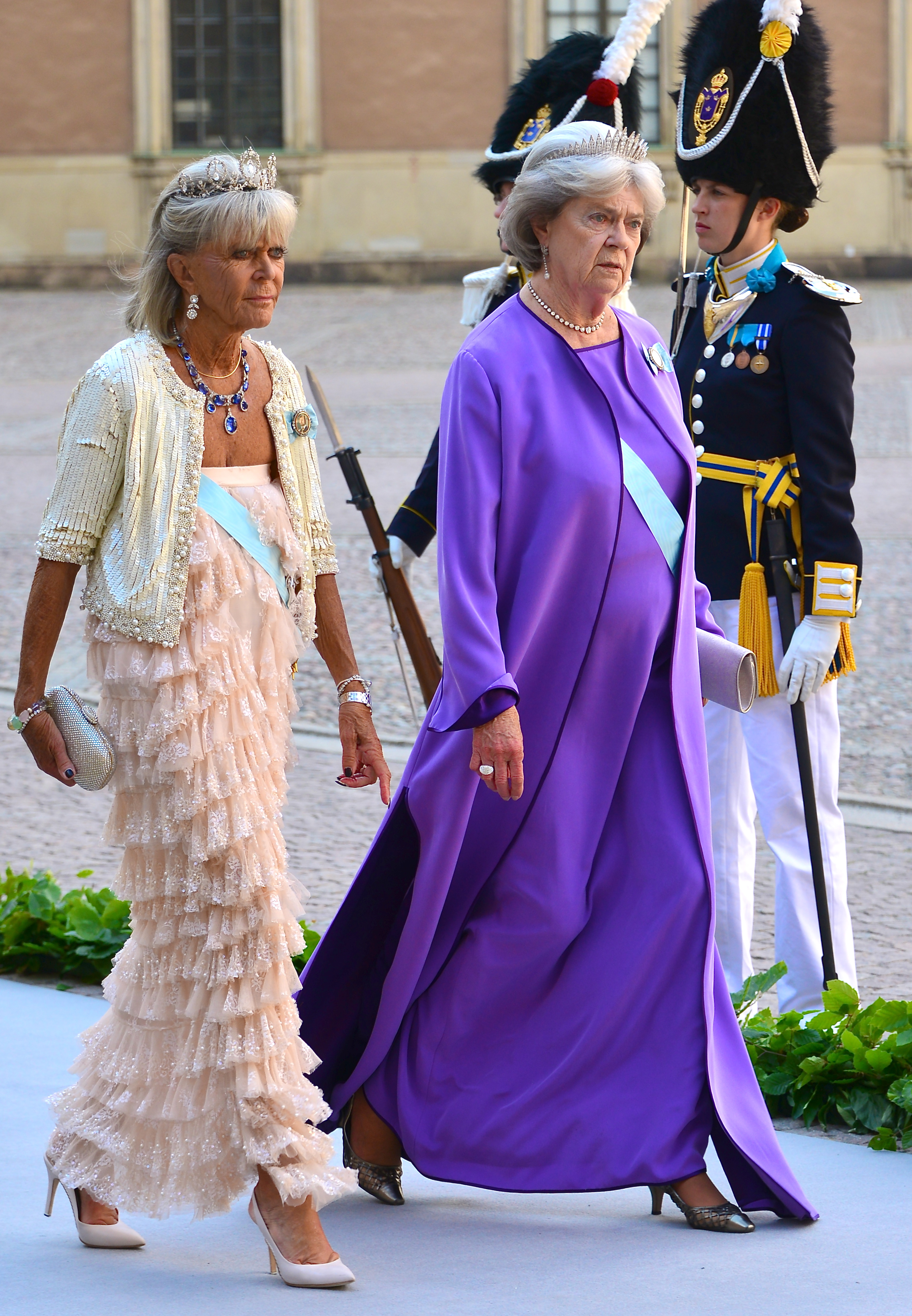
Vương tôn nữ Birgitta và Vương tôn nữ Margaretha

  - Vương tử Carl Christian của Hohenzollern
    - Vương tử Nicolas của Hohenzollern
- Vương tôn nữ Margaretha
- Vương tôn nữ Désirée và Nam tước Nils August Silfverschiöld
- Vương tôn nữ Christina và Tord Magnuson
- Nữ Bá tước Marianne Bernadotte của Wisborg
- Nữ Bá tước Gunnila Bernadotte của Wisborg
- Công chúa Kristine Bernadotte

### Nhà trai
- Eva O'Neill, mẹ của chú rể
- Phu nhân Tatjana d'Abo, chị cùng mẹ khác cha của chú rể
- Nữ Bá tước Natascha Abensberg-Traun, chị cùng mẹ khác cha của chú rể
- Stephanie O'Neill, chị cùng cha khác mẹ của chú rể
- Annalisa O'Neill, chị cùng cha khác mẹ của chú rể
- Karen O'Neill, chị cùng cha khác mẹ của chú rể

### Các thành viên hoàng gia khác
- TRH Thái tử và Thái tử phi Đan Mạch
- TRH Vương tử Joachim và Công nương Marie của Đan Mạch
- TRH Hoàng tử Nikolaos và Tatiana Ellinka Blatnik
- HRH Công chúa Theodora của Hy Lạp và Đan Mạch
- HRH Hoàng tử Philippos của Hy Lạp và Đan Mạch
- HRH Maharana Arvind Singh Mewar xứ Udaipur
- TRH Thái tử và Công nương Hy Lạp
- HIH Công nương Takamado của Hoàng gia Nhật Bản
- TRH Đại Công tước kế vị và Nữ Đại Công tước kế vị của Luxembourg
- HSH Thân vương phi xứ Monaco
- TRH Thái tử và Thái tử phi Na Uy
- HH Công chúa Märtha Louise và Ari Behn của Na Uy
- TRH Bá tước và Bá tước phu nhân xứ Wessex của Vương quốc Liên hiệp Anh và Bắc Ireland
- HRH Thân vương phi xứ Sayn-Wittgenstein-Berleburg (Đan Mạch)
- TRH Hoàng tử Leopold và Công nương Ursula xứ Bayern
- TRH Hoàng tử Manuel và Công nương Anna xứ Bayern
- HH Hoàng tử của Saxe-Coburg và Gotha
- TH Hoàng tử kế vị và Công nương kế vị của Saxe-Coburg và Gotha

## Hình ảnh

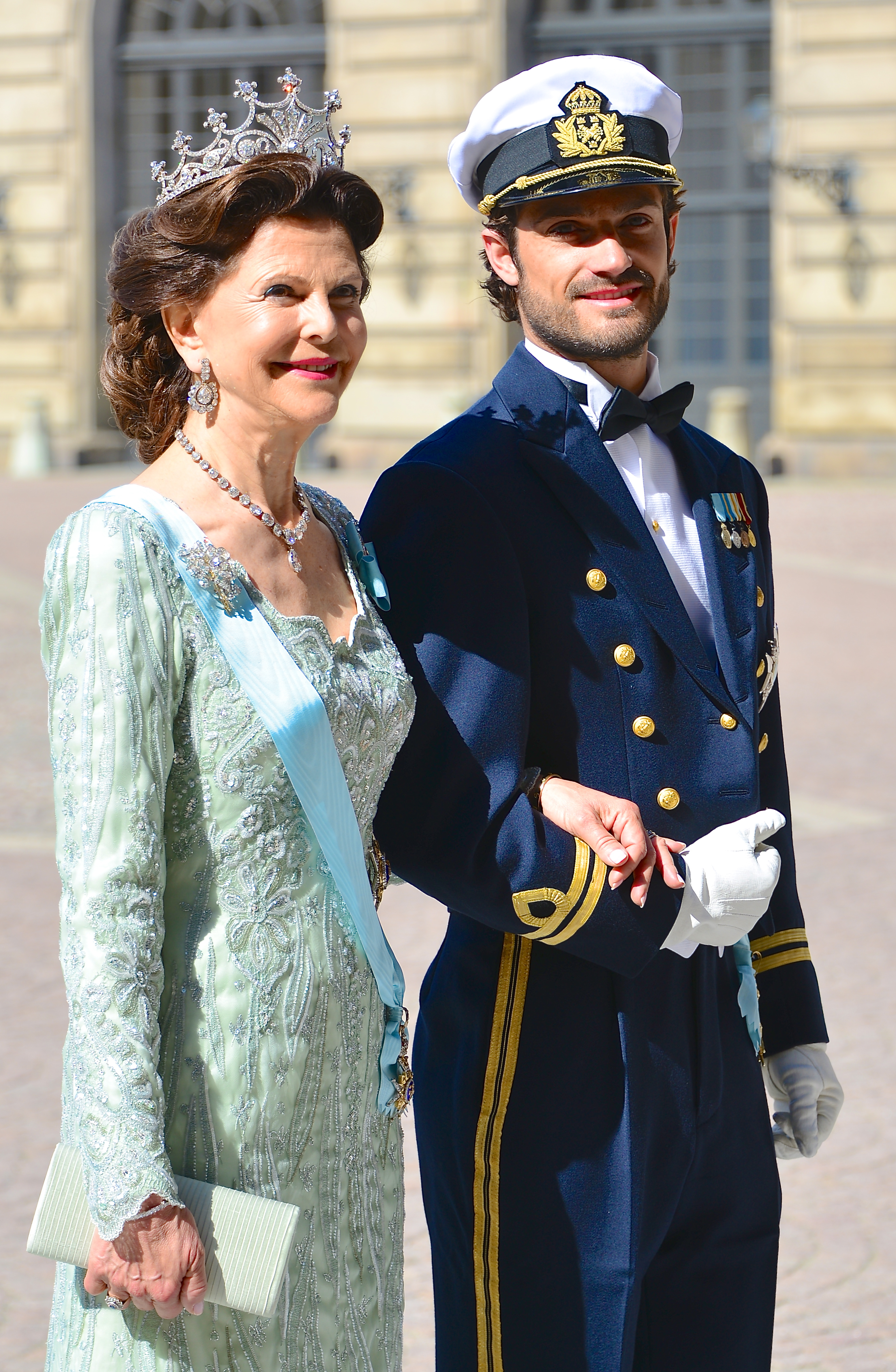
Vương hậu Silvia và Vương tủ Carl Philip của Thụy Điển
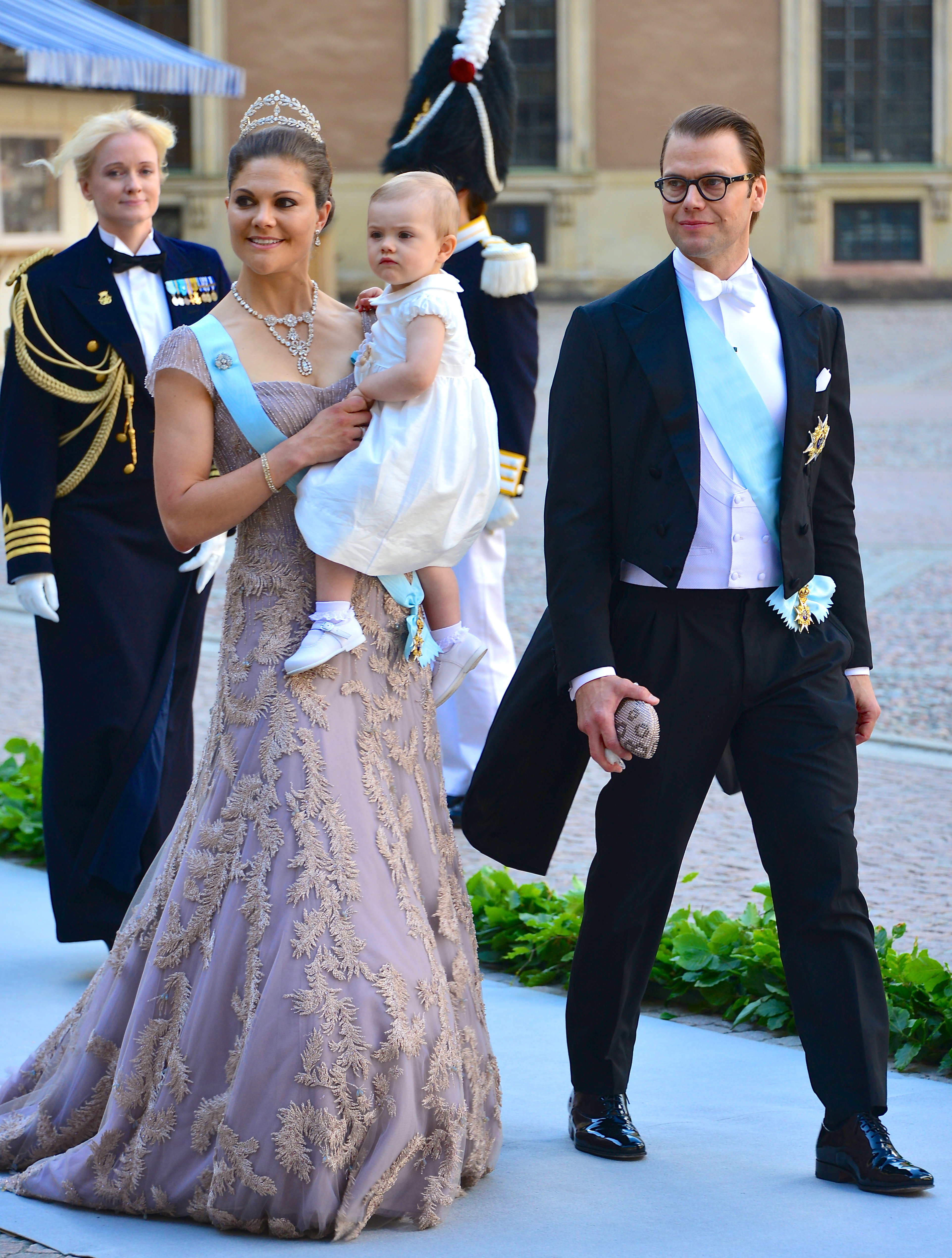
Thái nữ Victoria cùng Vương thân Daniel và tiểu công chúa Estelle
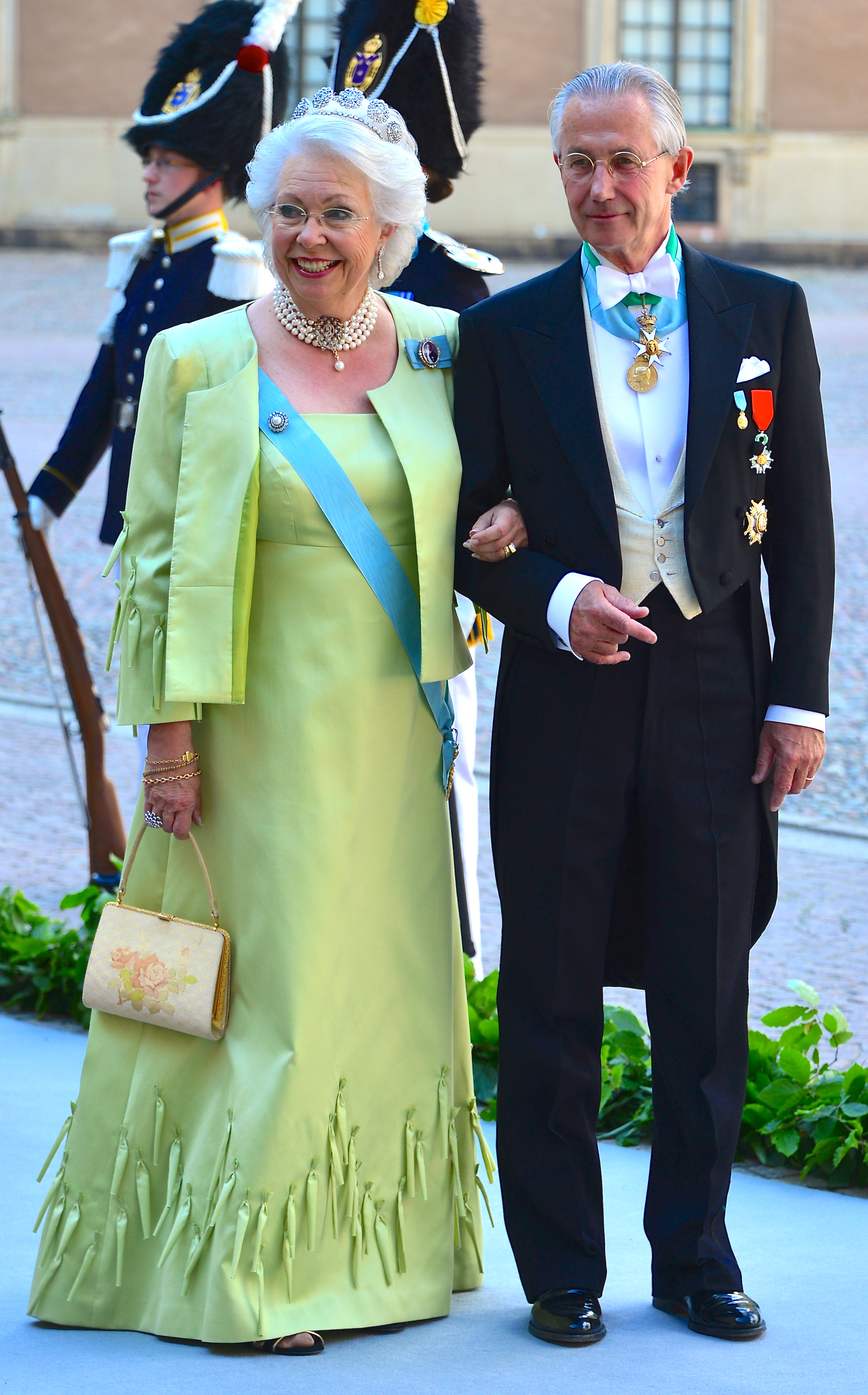
Vương tôn nữ Christina và chồng là Tord Magnuson
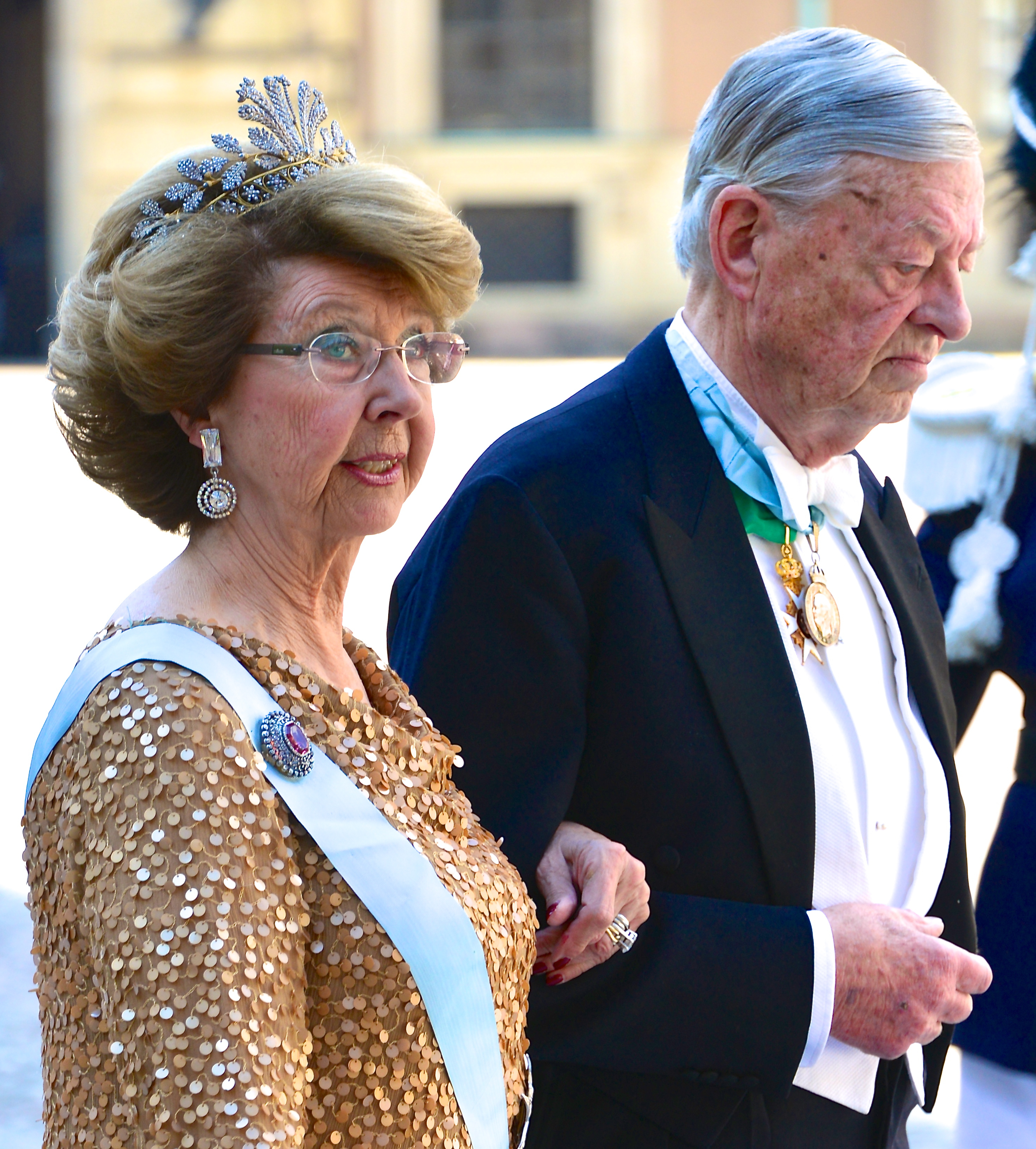
Vương tôn nữ Désirée và Nam tước Nils August Silfverschiöld
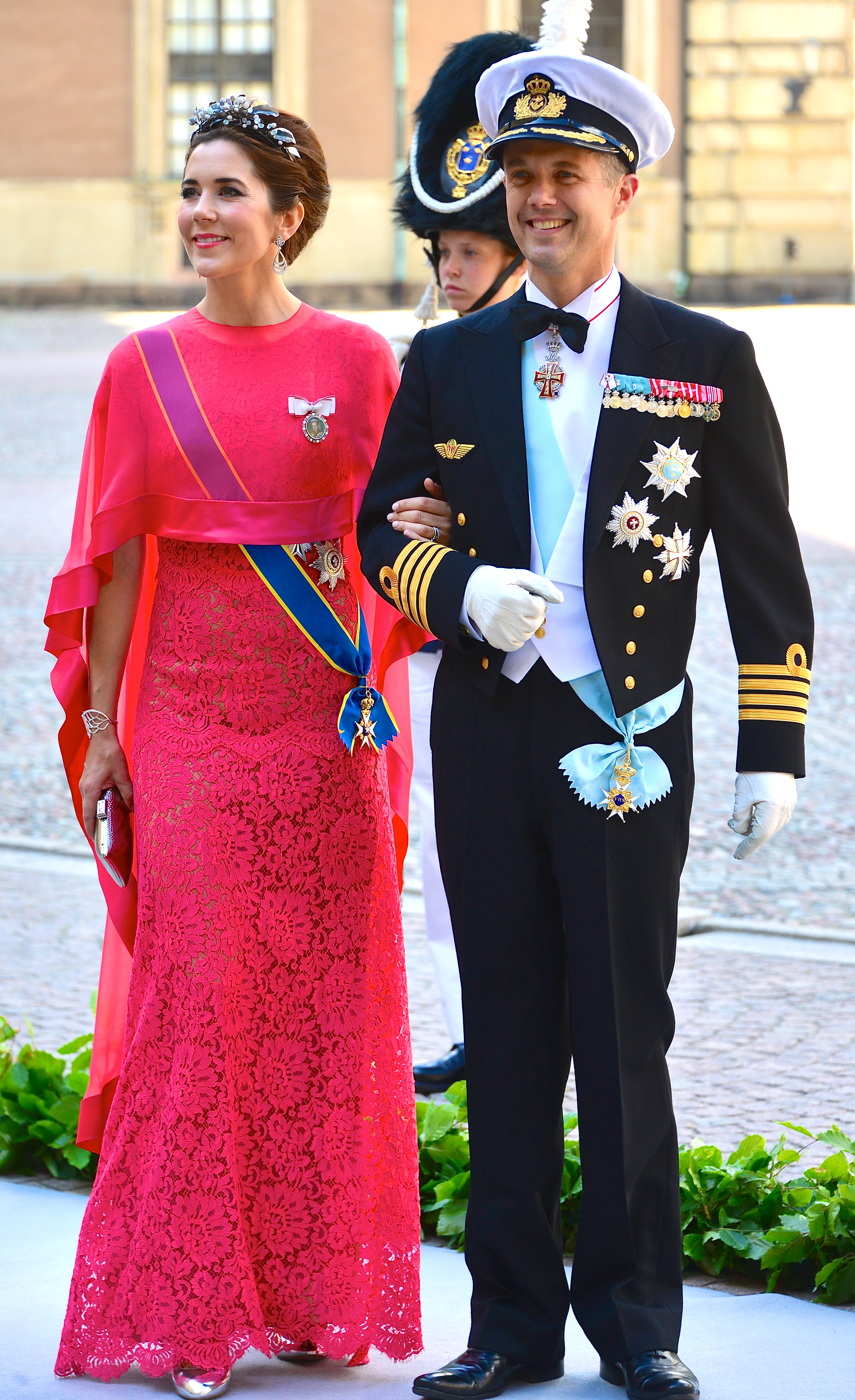
Thái tử Frederik và Thái tử phi Mary của Đan Mạch
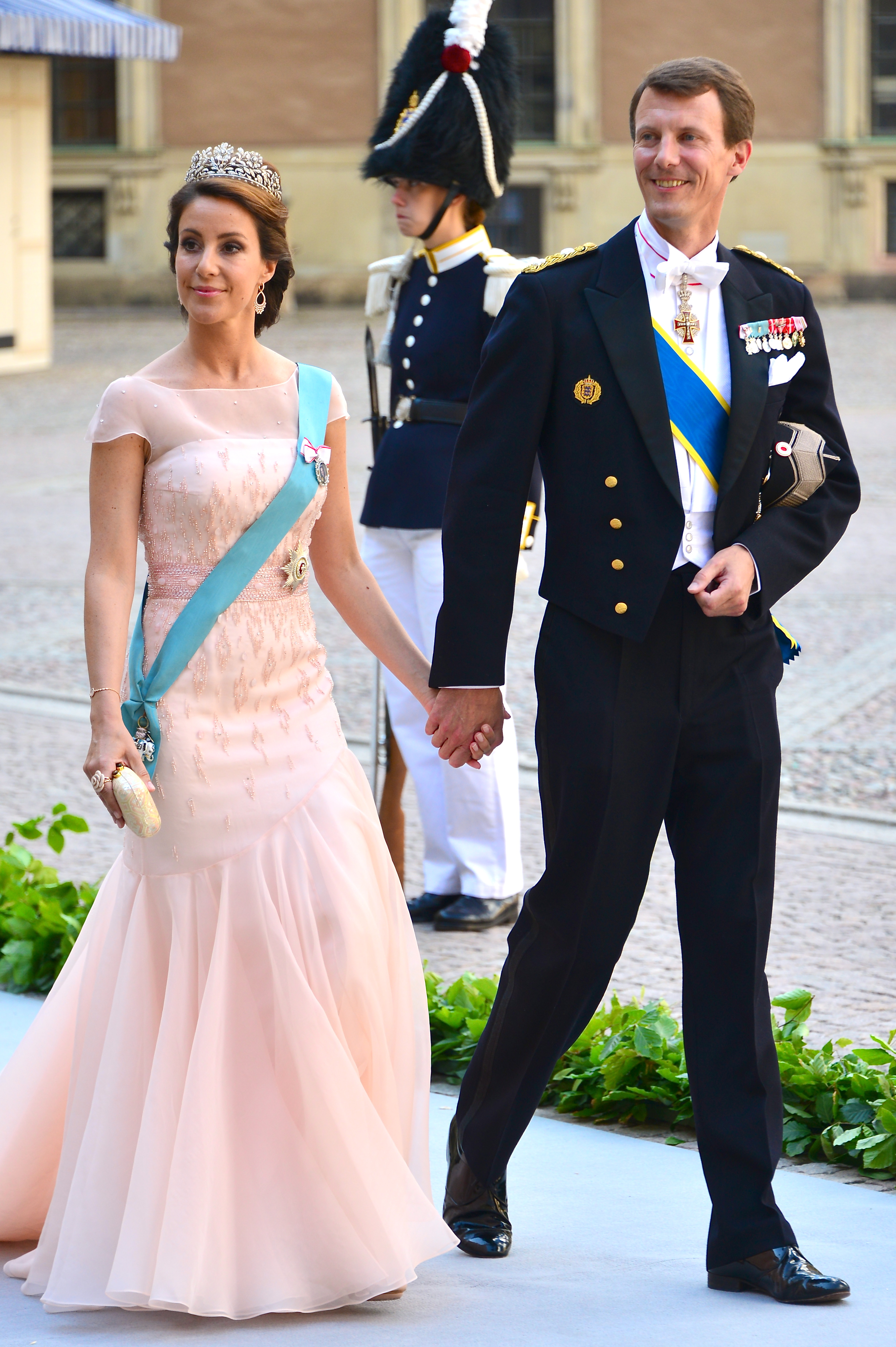
Vương tử Joachim và Công nương Marie của Đan Mạch
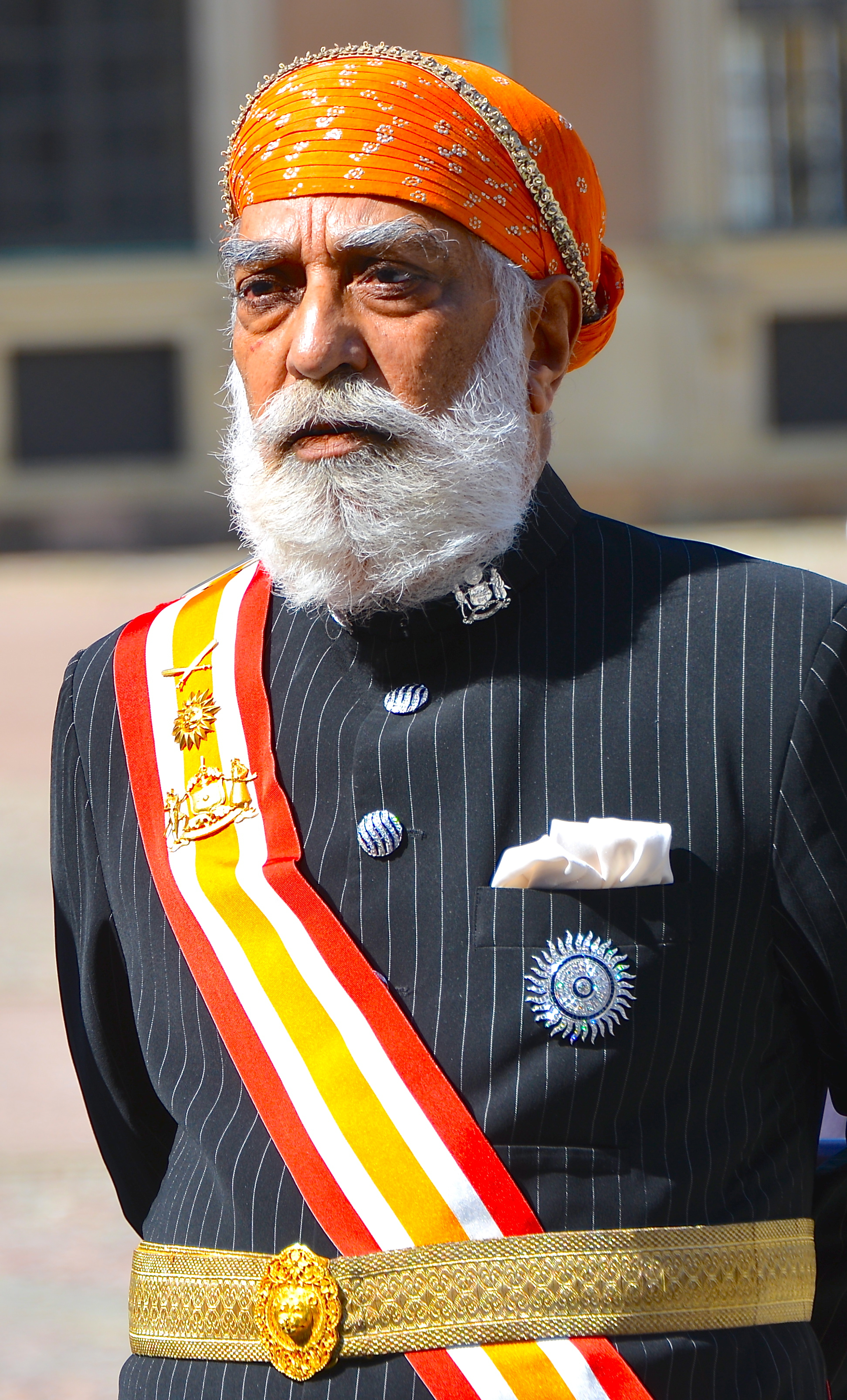
Maharana Arvind Singh Mewar xứ Udaipur
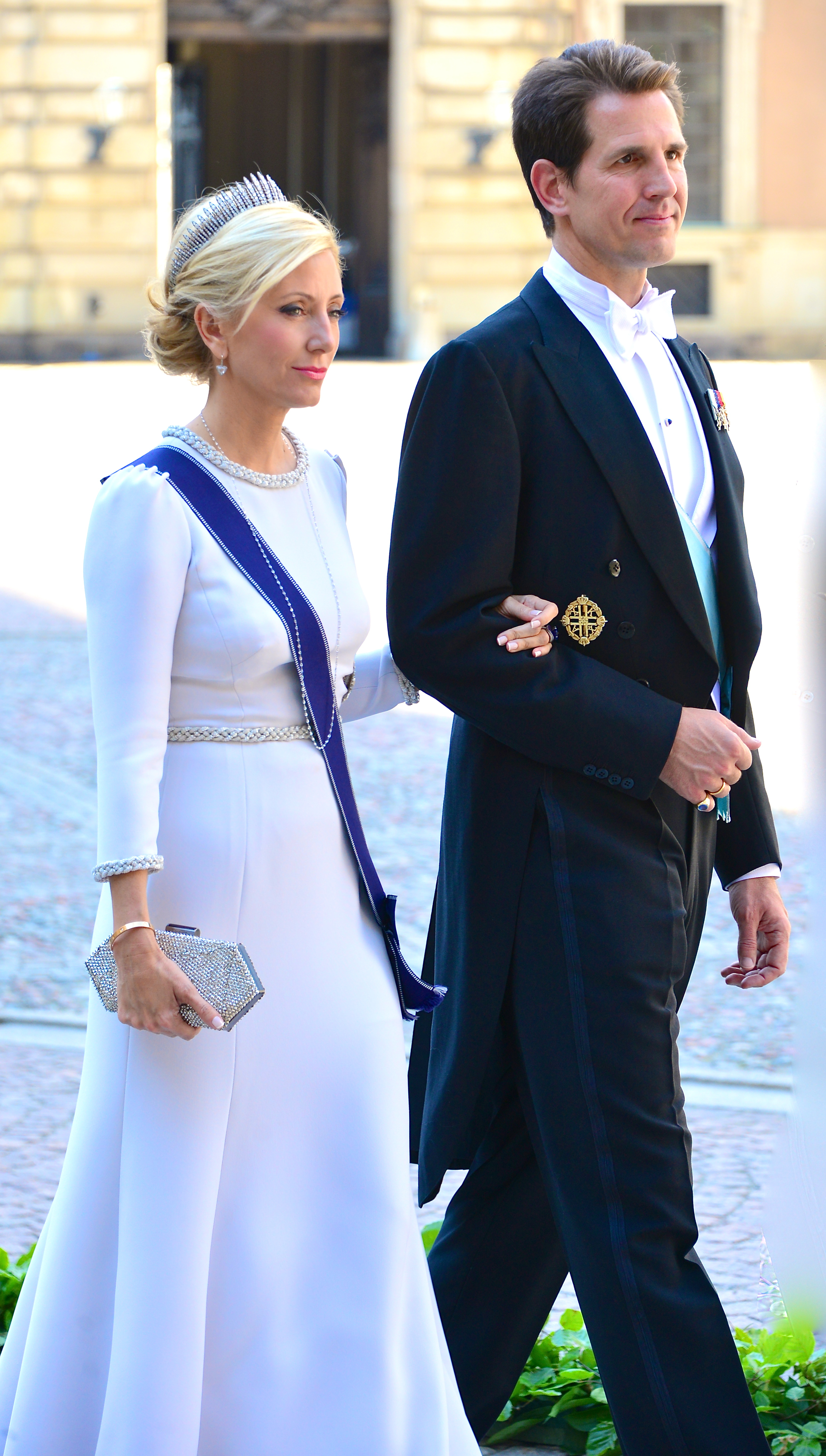
Thái tử và Công nương Hy Lạp
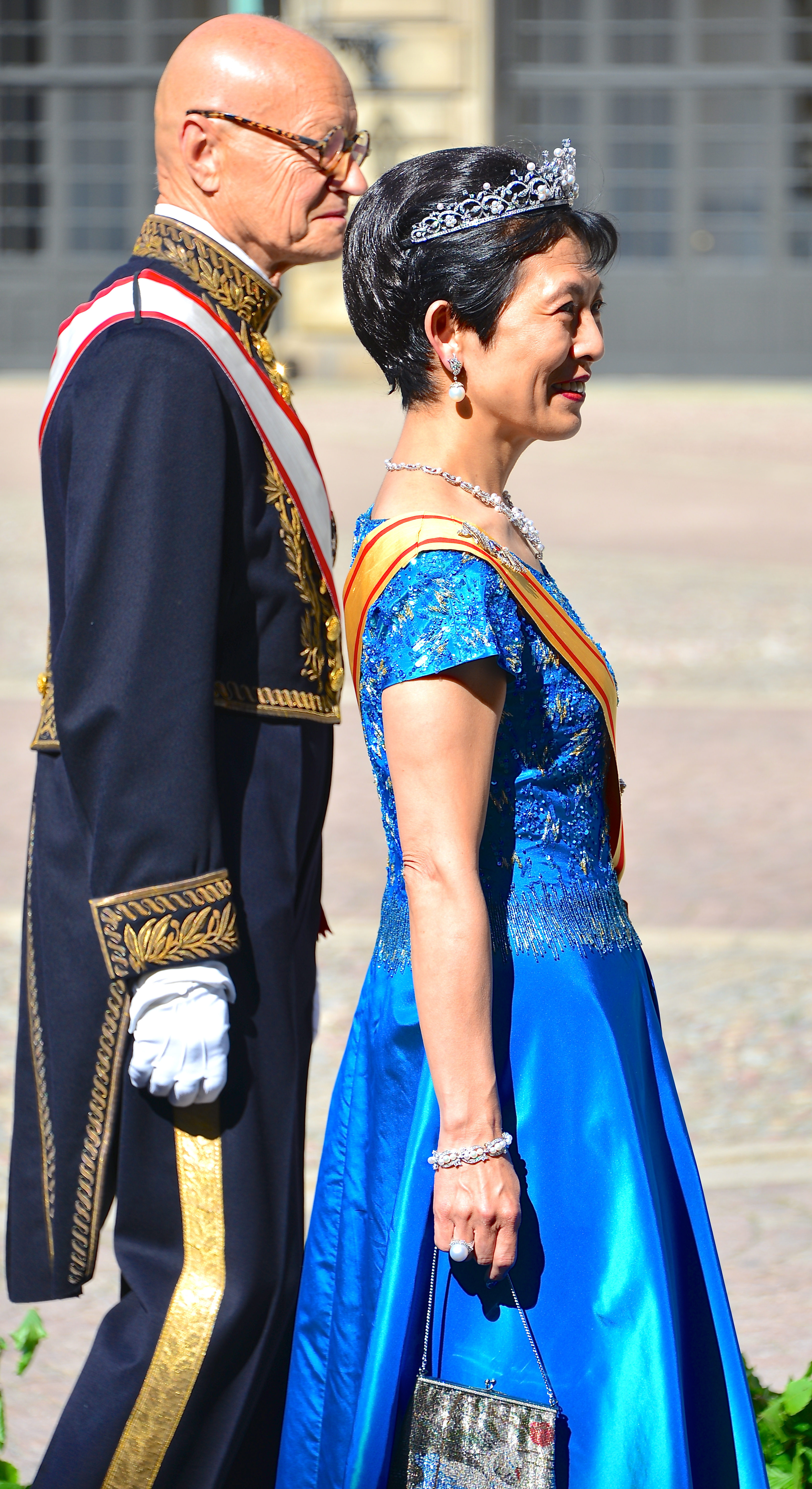
Công nương Takamado của Nhật Bản
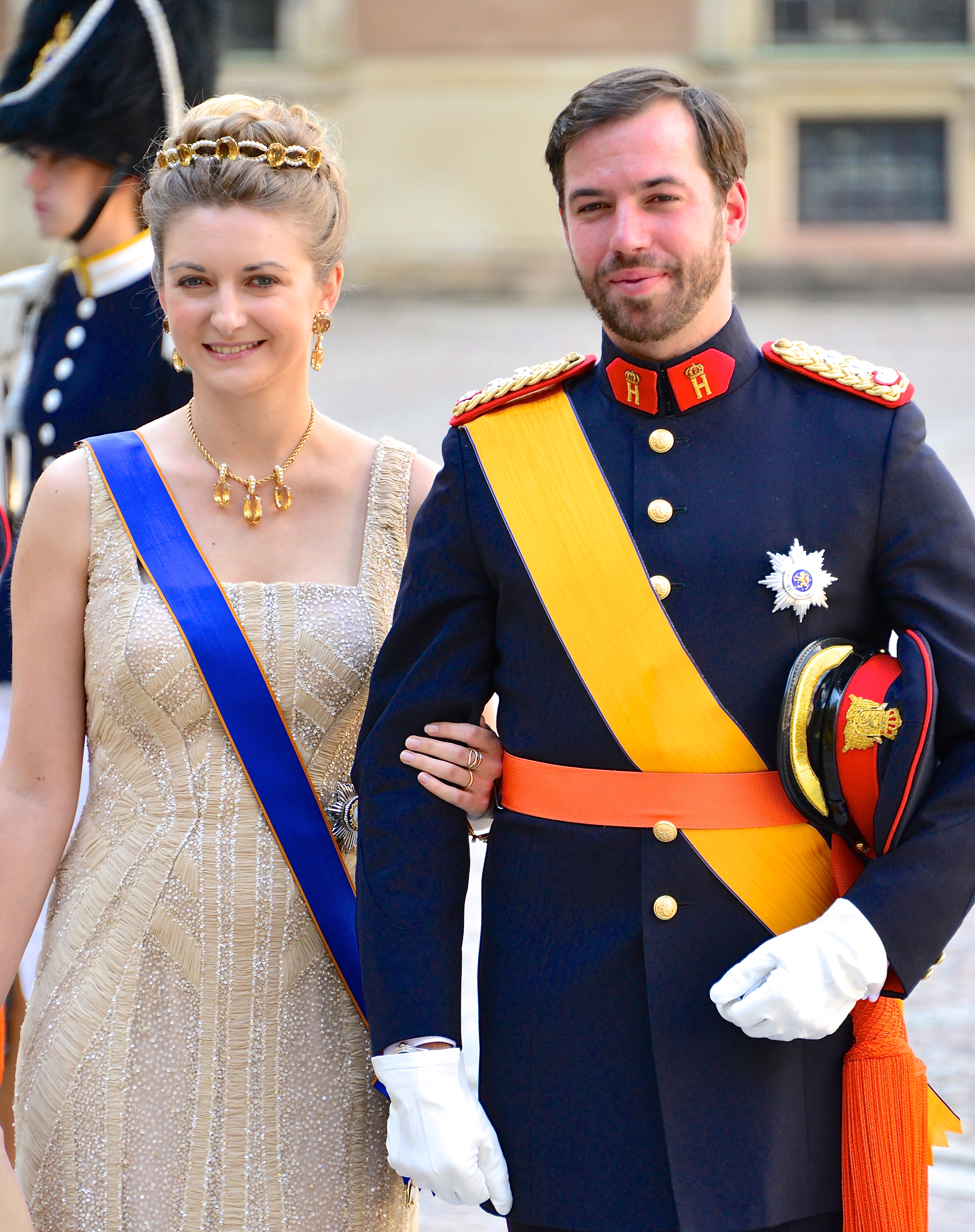
Đại Công tước kế vị và Nữ Đại Công tước kế vị của Luxembourg
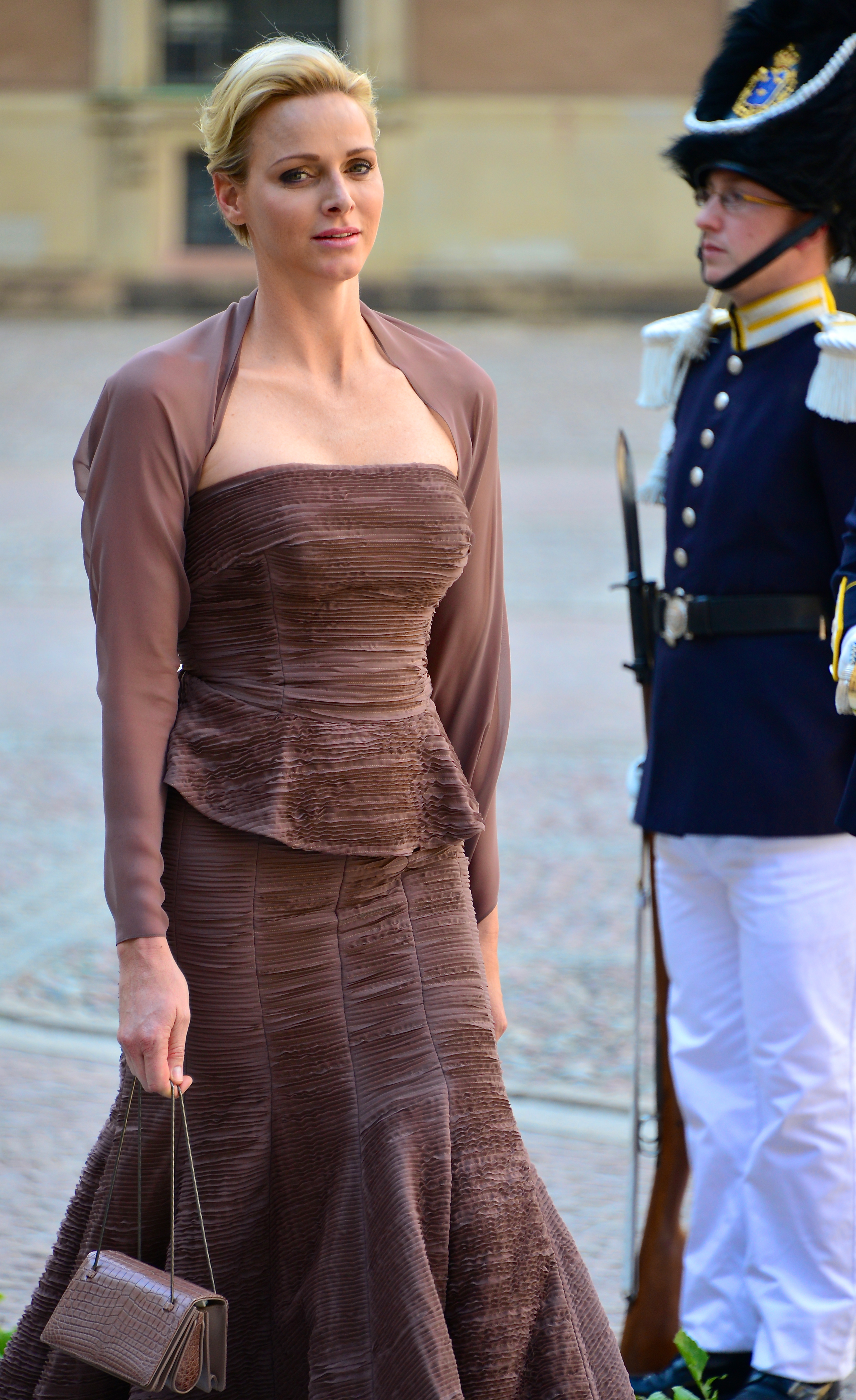
Thân vương phi xứ Monaco
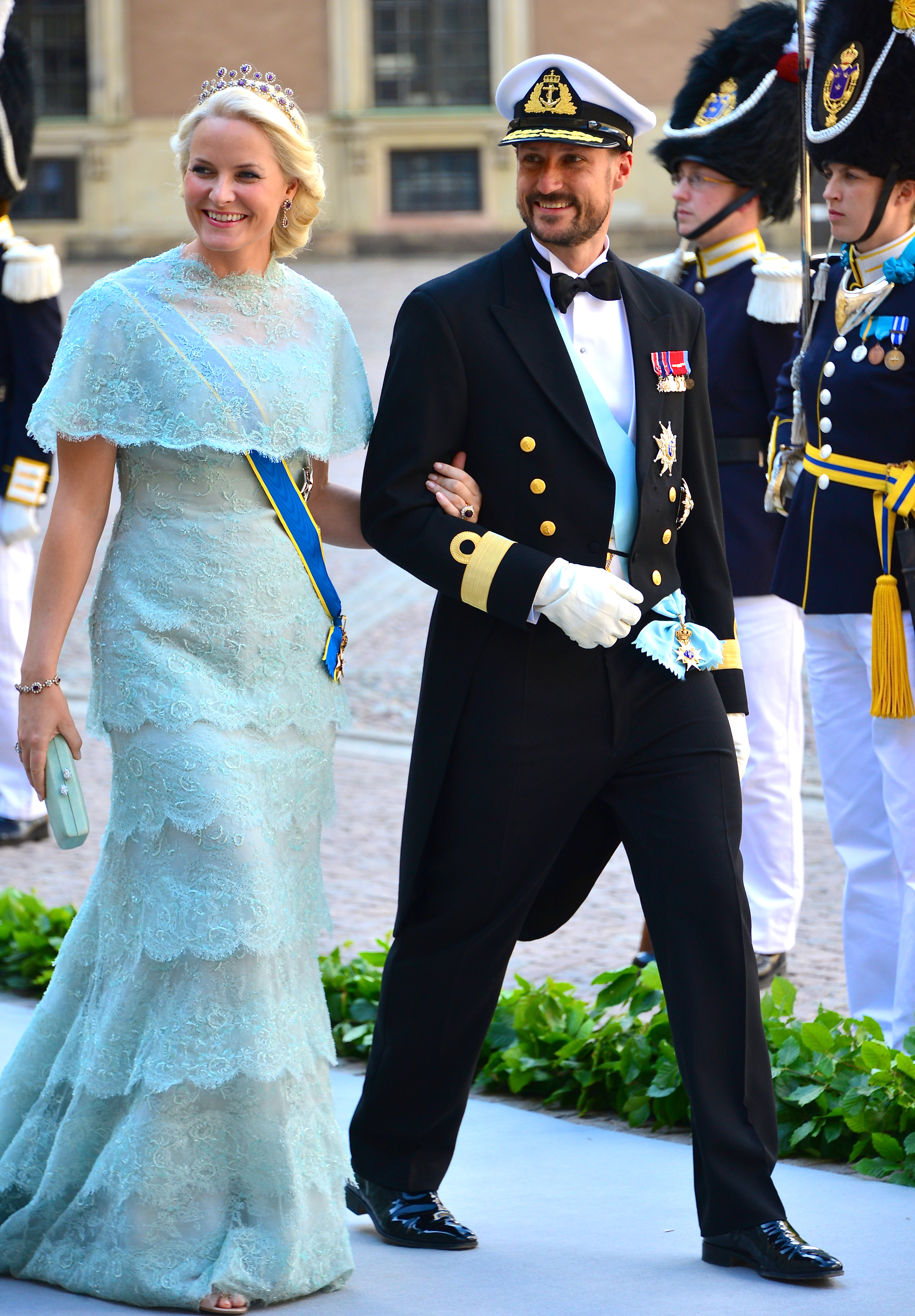
Thái tử và Thái tử phi Na Uy
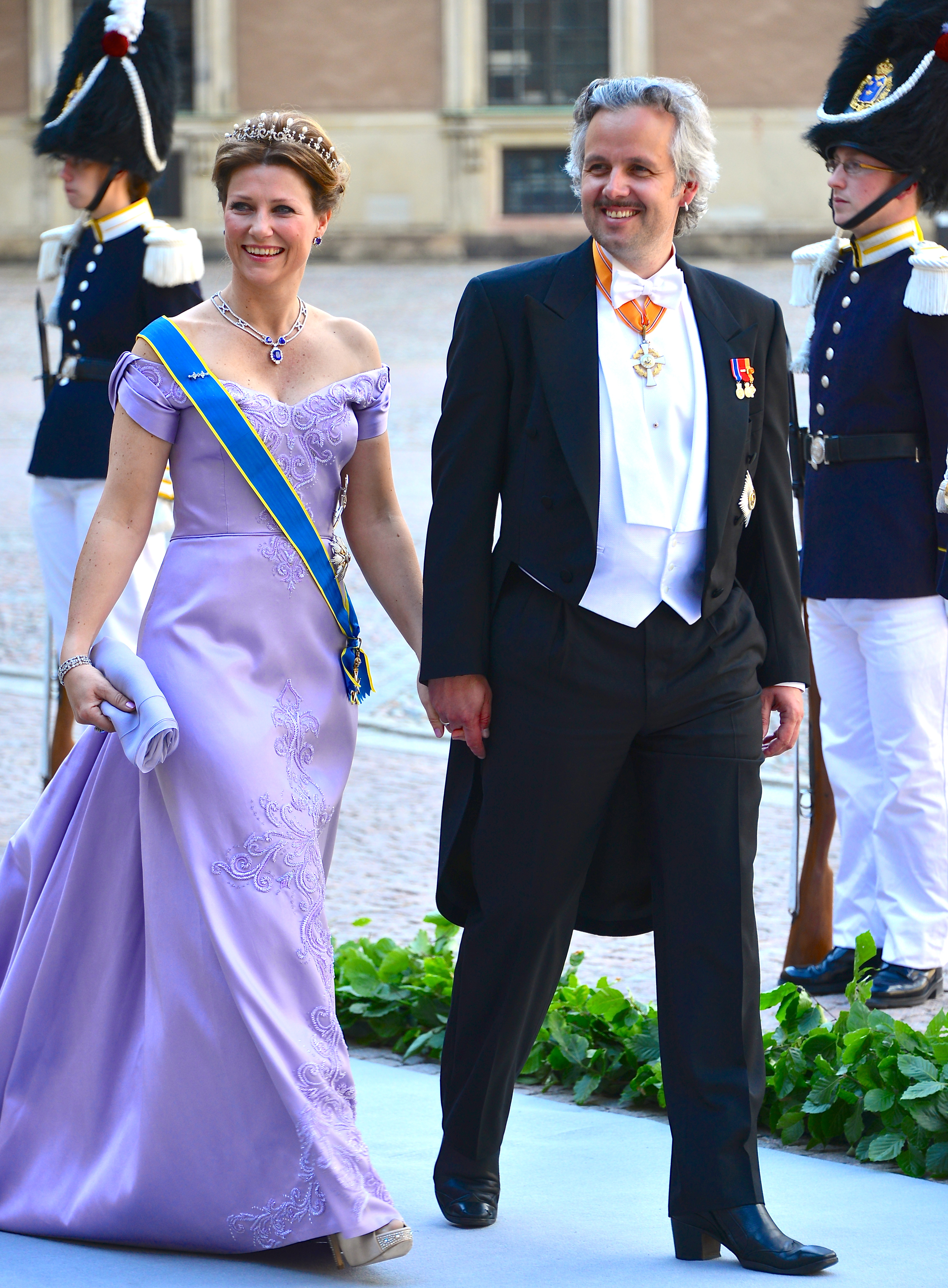
Vương nữ Märtha Louise và Ari Behn của Na Uy
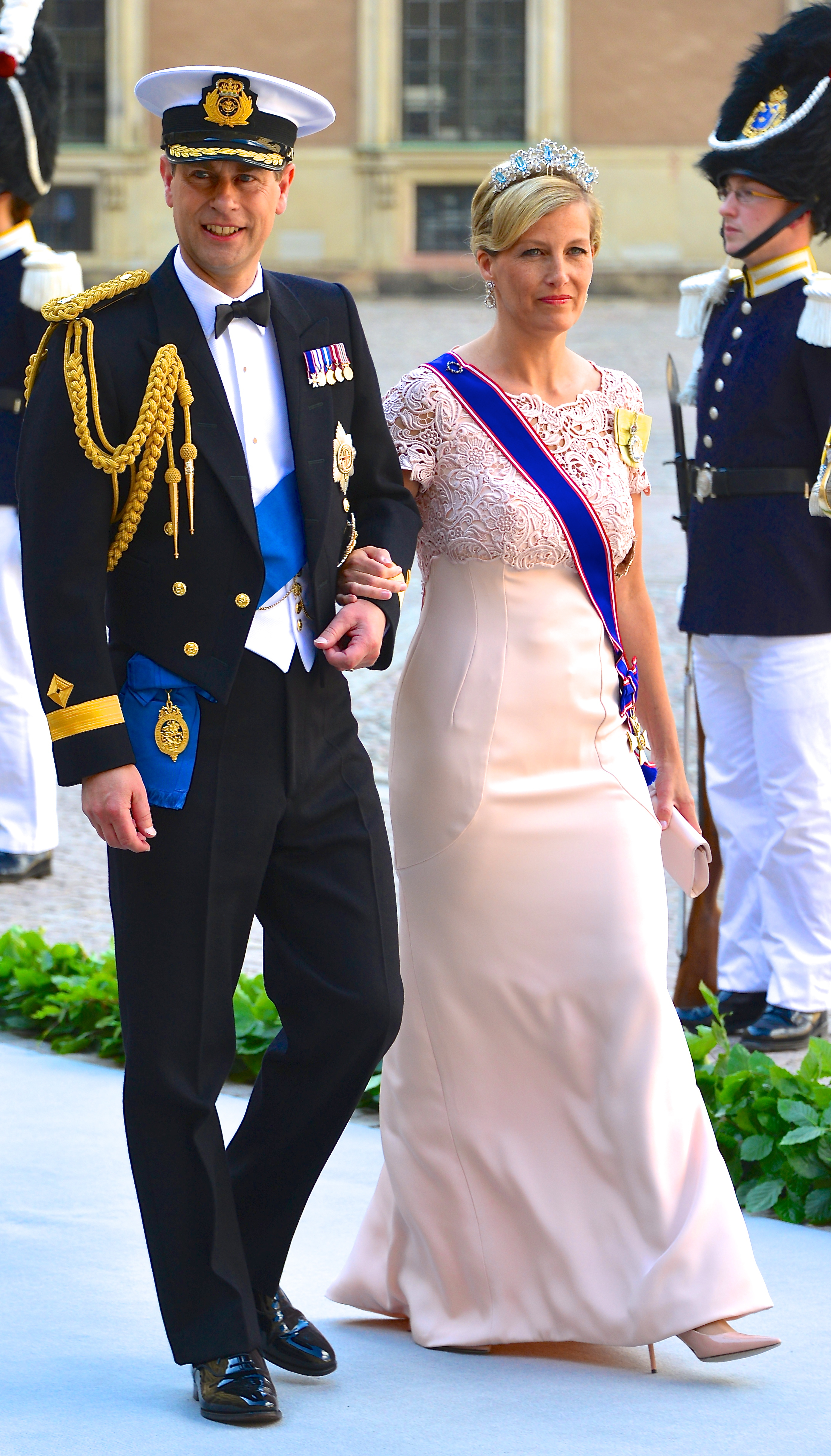
Bá tước và Bá tước phu nhân xứ Wessex của UK
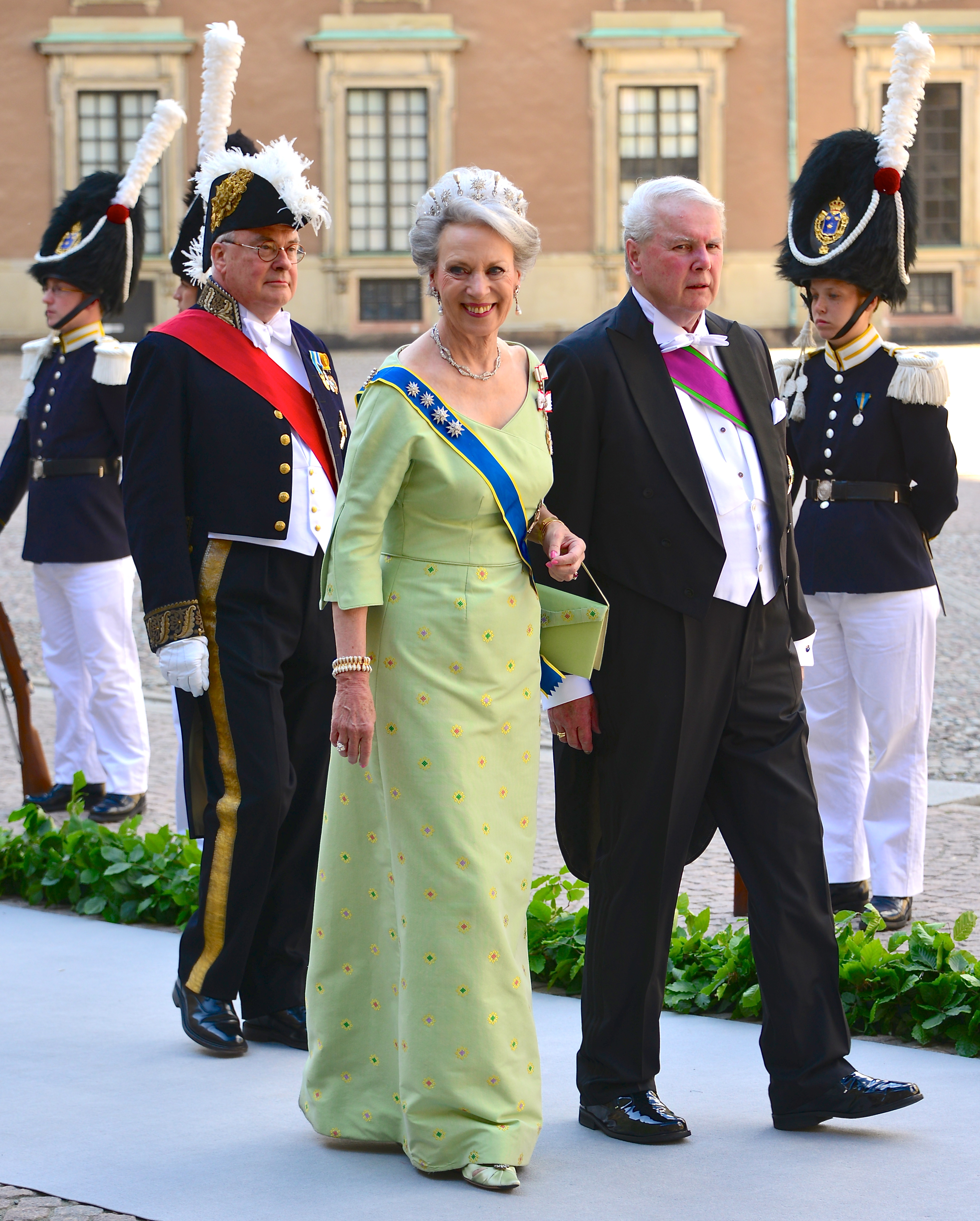
Thân vương phi xứ Sayn-Wittgenstein-Berleburg và Hoàng tử Andreas của Saxe-Coburg và Gotha
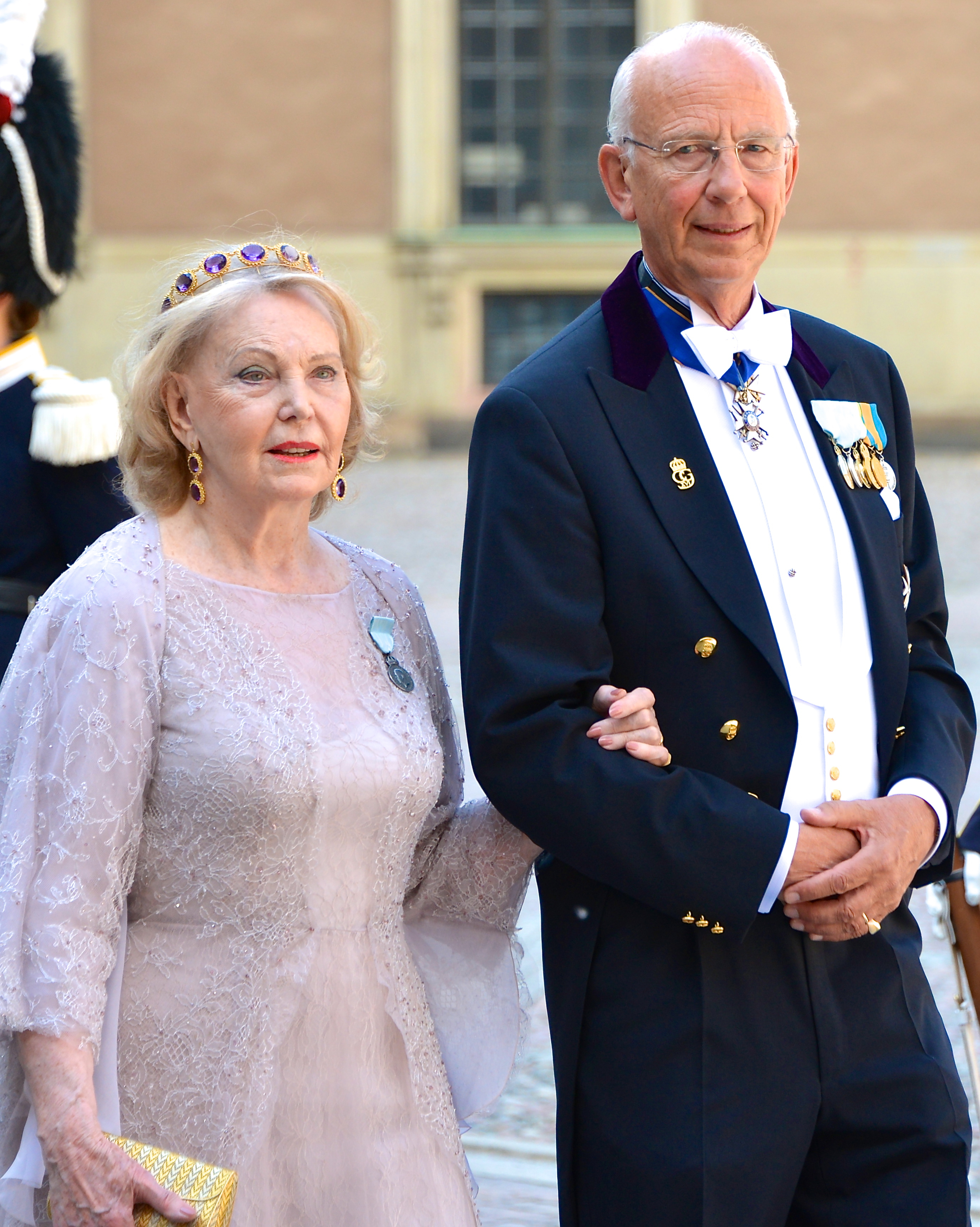
Nữ Bá tước Marianne Bernadotte của Wisborg
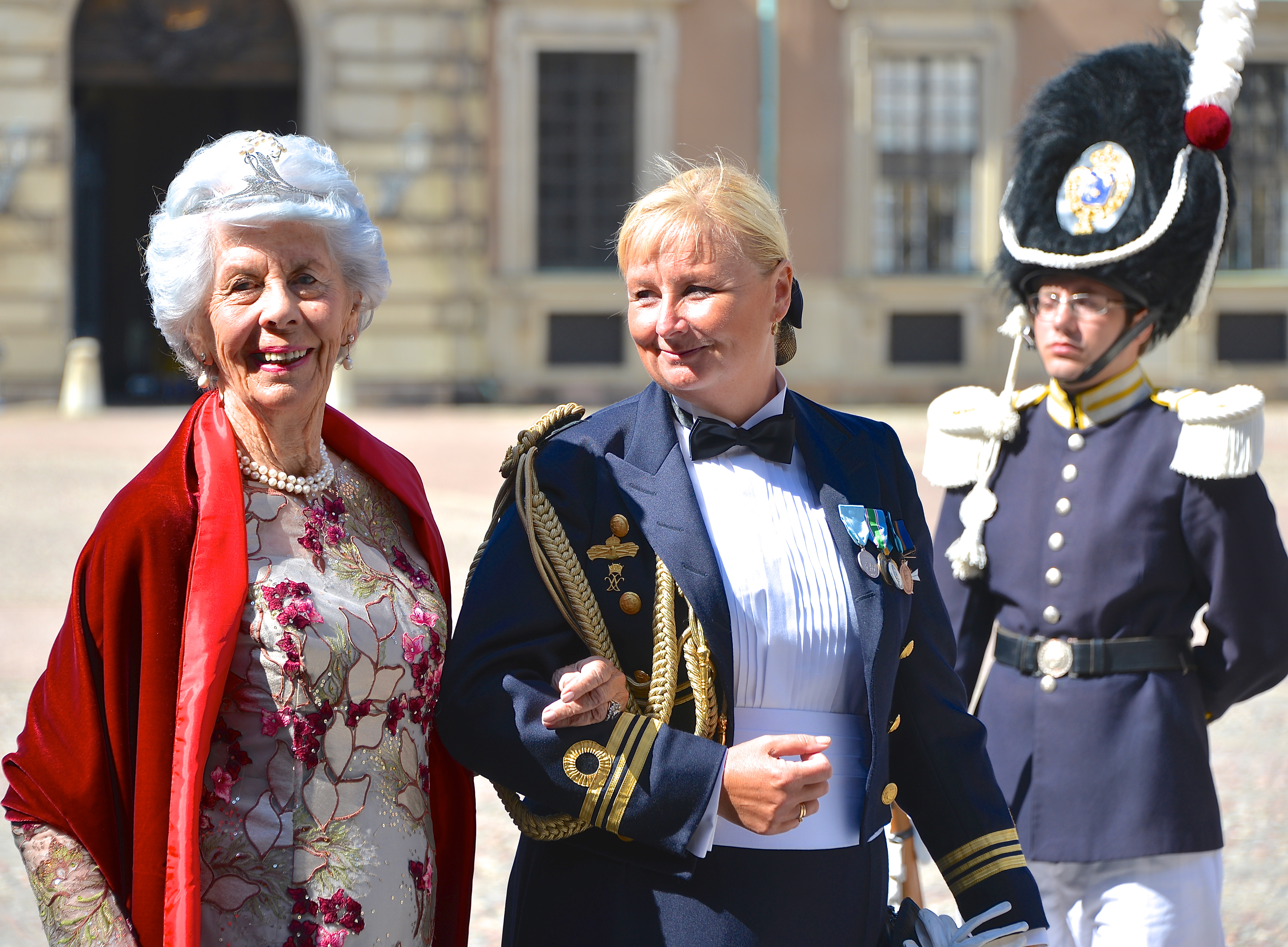
Nữ Bá tước Gunnila Bernadotte của Wisborg
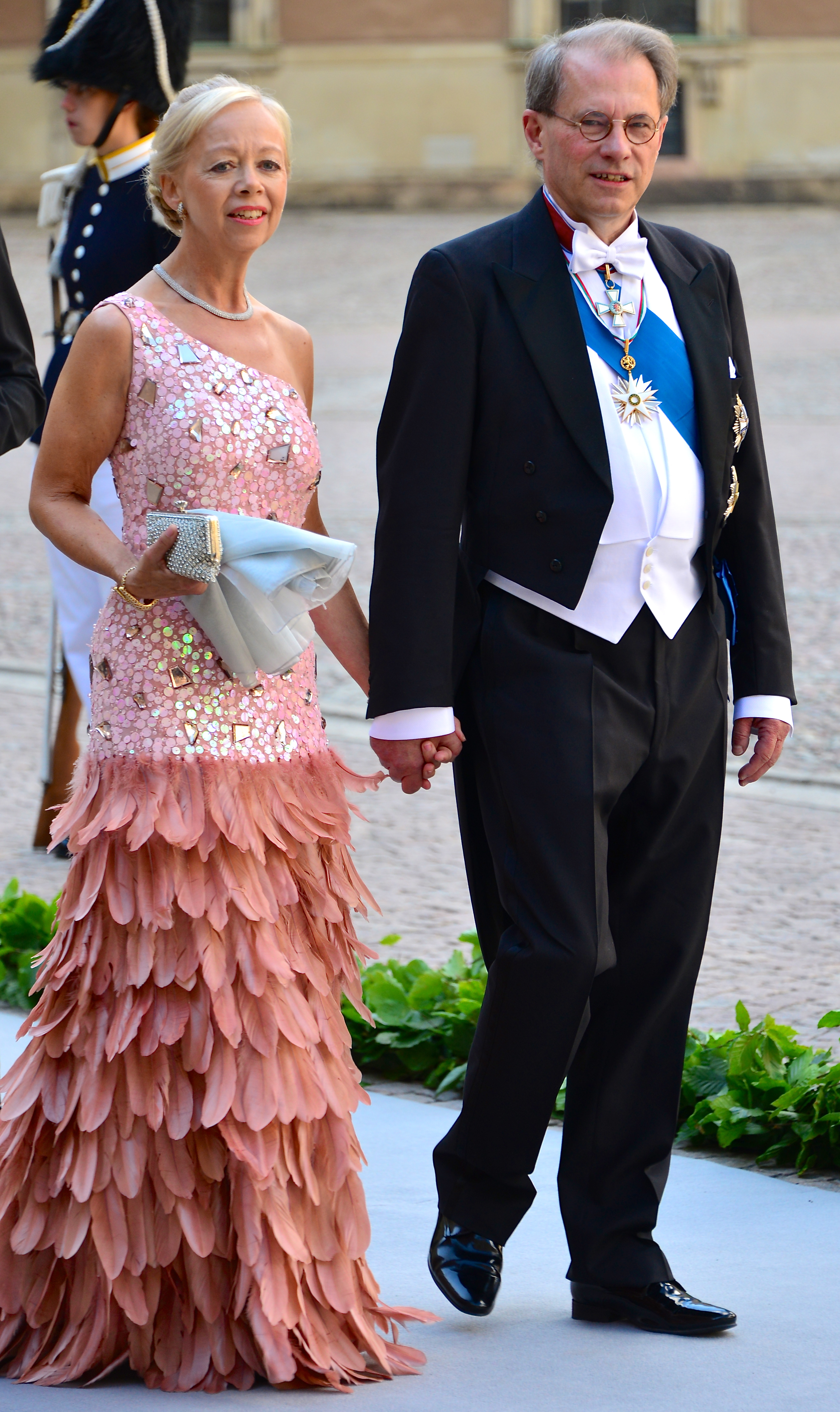
Người phát ngôn của Hoàng gia Thụy Điển Per Westerberg và vợ là Ylwa Westerberg
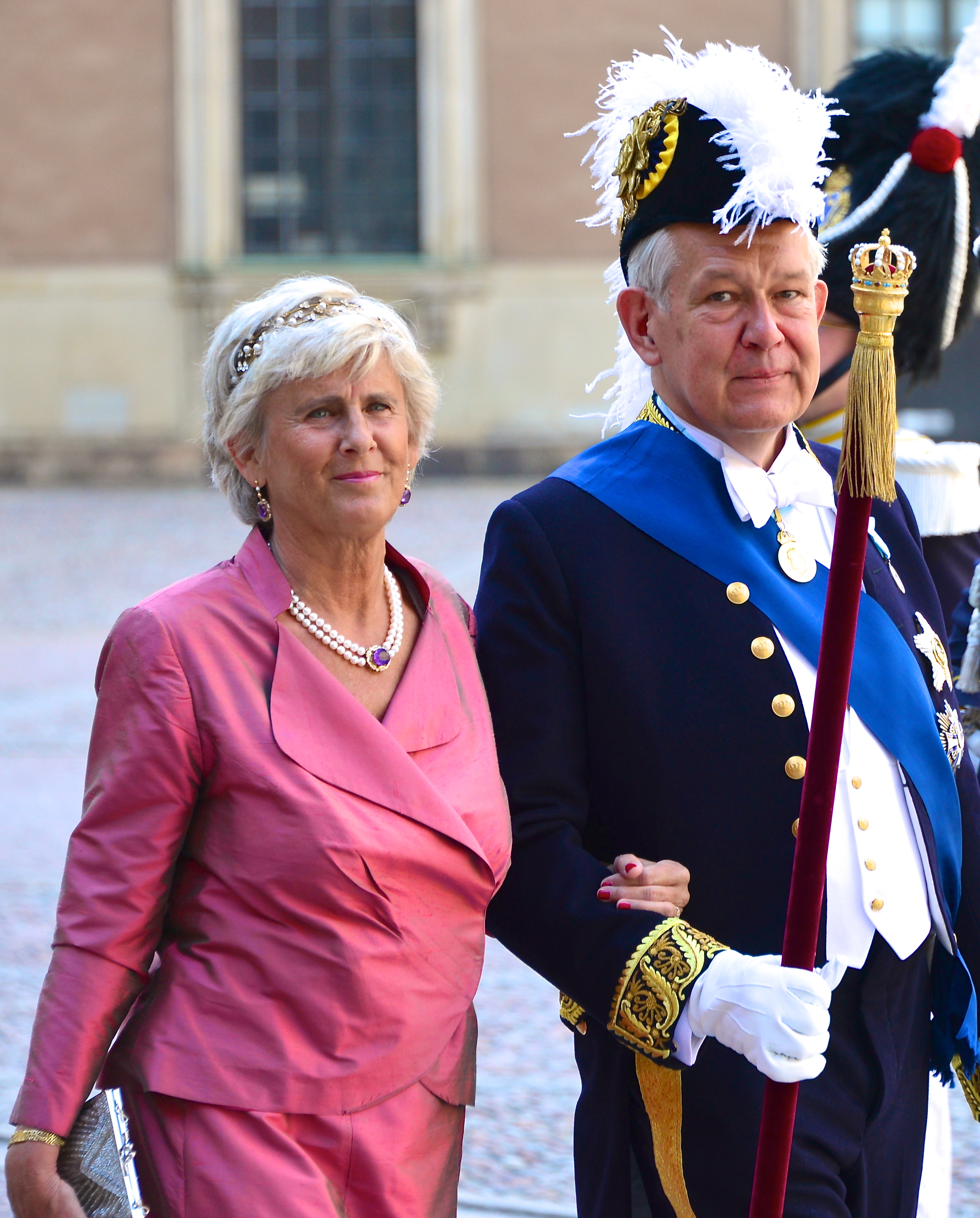
Chủ tế Svante Lindqvist và vợ là Catharina
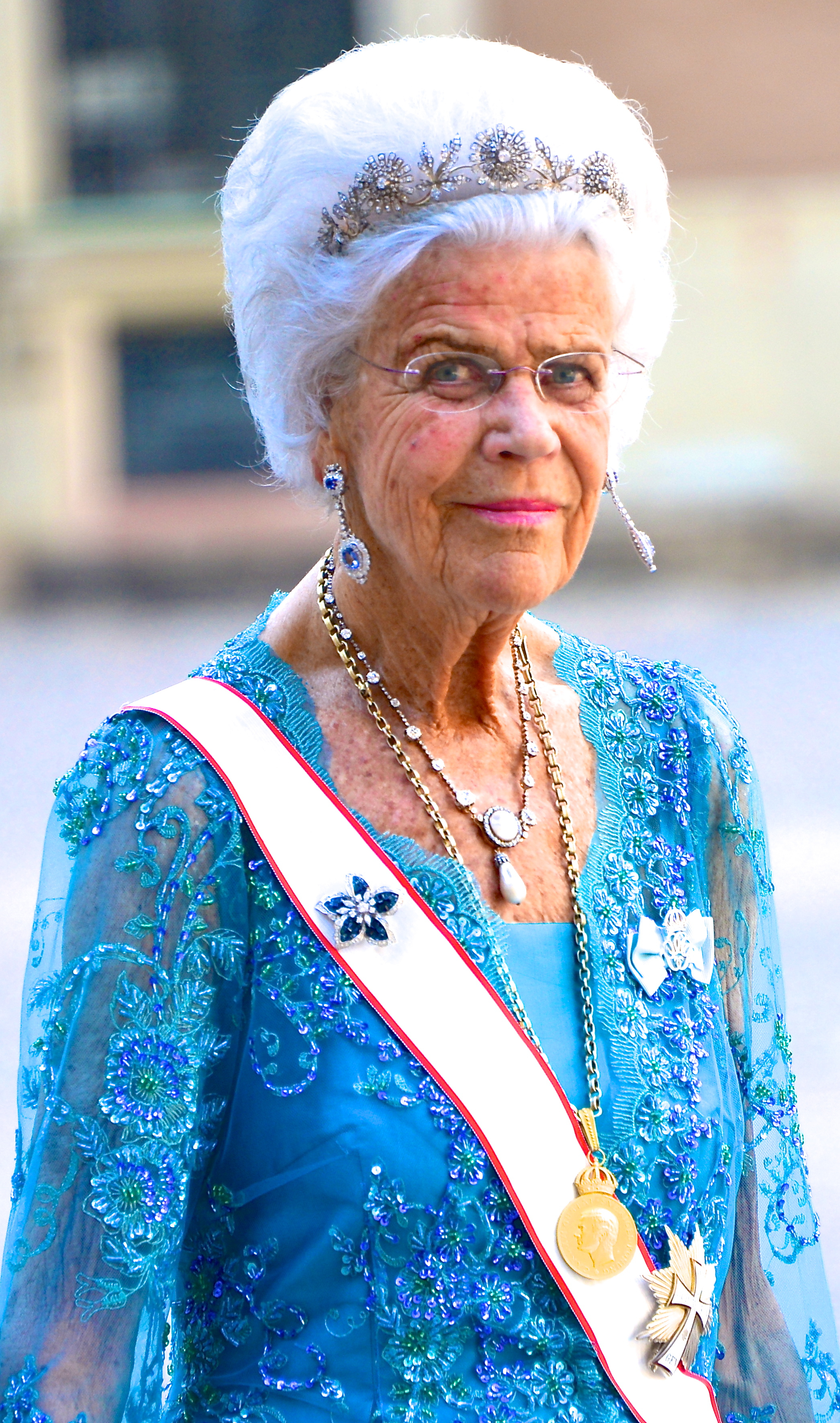
Phu nhân Alice Trolle-Wachtmeister